# 東京高師五行之形
東京高師五行之形（とうきょうこうしごぎょうのかた）とは、1908年（明治41年）に東京高等師範学校の撃剣部（剣道部）に赴任した高野佐三郎が制定した剣道の形。太刀5本、小太刀3本からなる。
江戸時代後期、中西派一刀流の第4代・中西子正が「五行之形」という形を考案し、同流で修練されていた。これを同流出身の高野が、学生の指導に適した形に改良したものである。
現在は東京高等師範学校の後身である筑波大学の体育専門学群の剣道教師たちによって伝承されている。